# Bactrocera ubiquita
Bactrocera ubiquita
 es una especie de insecto díptero que Hardy describió científicamente por primera vez en 1973. Esta especie pertenece al género Bactrocera de la familia Tephritidae.